# 56-я танковая бригада
 56-я та́нковая брига́да  — танковая бригада Красной армии в годы Великой Отечественной войны. Сокращённое наименование — 56 тбр.

## Формирование и организация
7 октября 1941 года в Закавказском ВО в Вагаршапате на базе 11-го танкового полка создается 6-я танковая бригада «Б», которая согласно телеграмме Зам. НКО № 151/111 от 08 декабря 1941 года и приказу командующего войсками ЗакВО от 10 декабря 1941 года переименована в 56-ю танковую бригаду (под № 6 в боях не участвовала).
С 22 октября 1941 года бригада поступила в подчинение 45-й армии Кавказского фронта.

### Керченско-Феодосийская десантная операция
С 15 января 1942 года была переподчинена 47-й армии Крымского фронта.
Со 2 марта 1942 года бригада переподчинена 51-й армии.

### Боевые действия на Керченском полуострове
С 13 по 19 марта 1942 года 56-я танковая бригада потеряла 88 танков (56 было подбито, 26 — сгорело, 6 — подорвались на минах).
С 3 апреля 1942 года подчинена 44-й армии. 

### Операция "Охота на дроф"
С 12 мая 1942 года вновь оперативно подчинена 51-й армии.
С 20 мая 1942 года бригада переправилась на Таманский полуостров в город Темрюк и, передав материальную часть, вооружение и часть личного состава 47-й армии передислоцирована в город Калач в резерв Ставки ВГК на доукомплектование.
Директивой Зам. НКО УФ2/200 от 24.05.1942 года на укомплектование бригады был обращен 229-й отдельный танковый батальон.
Директивой НКО № 726019сс от 23.06.1942 года бригада создавалась практически заново.
С 23 июля 1942 года поступила в оперативное подчинение 28-го танкового корпуса 1-й танковой армии Юго-Западного фронта. С 31 июля 1942 г. переподчинена 23-му танковому корпусу. С 15 августа 1942 г. выведена в резерв Сталинградского фронта на доукомплектование.
С 20 августа 1942 г. поступила в подчинение 57-й армии Юго-Восточного фронта. С 30 августа 1942 г. переподчинена 64-й армии. Со 2 сентября 1942 г. поступила в оперативное подчинение 12-го танкового корпуса в районе Сталинграда. С 14 декабря 1942 г. выведена в резерв Сталинградского фронта. С 25 декабря 1942 г. поступила в подчинение 3-го механизированного корпуса. С 17 января 1943 г. выведена в резерв Южного фронта.
Приказом НКО № 58 от 7 февраля 1943 года была преобразована в 33-ю гвардейскую танковую бригаду.

## Боевой и численный состав
Бригада формировалась по штатам № 010/75-010/83 от 23.08.1941 г.:
- Управление бригады [штат № 010/75]
- Рота управления [штат № 010/76]
- Разведывательная рота [штат № 010/77]
- 56-й танковый полк [штат № 010/78] (или 24-й) по перечню танковых полков и 56-й и 24-й входили в состав бригады.
- 1-й танковый батальон
- 2-й танковый батальон
- 3-й танковый батальон
- Моторизованный стрелковый батальон [штат № 010/79]
- Зенитный дивизион [штат № 010/80]
- Автотранспортная рота [штат № 010/81]
- Ремонтно-восстановительная рота [штат № 010/82]
- Медико-санитарный взвод [штат № 010/83]

В декабре 1941 г. переведена на штаты № 010/303-010/310 от 09.12.1941 г.:
- Управление бригады [штат № 010/303]
- Рота управления [штат № 010/304]
- Разведывательная рота [штат № 010/305]
- 1-й отд. танковый батальон [штат № 010/306]
- 2-й отд. танковый батальон [штат № 010/306]
- мотострелково-пулеметный батальон [штат № 010/307]
- Ремонтно-восстановительная рота [штат № 010/308]
- Автотранспортная рота [штат № 010/309]
- Медико-санитарный взвод [штат № 010/310]

Директивой НКО № 726019сс от 23.06.1942 г. переведена на штаты № 010/345-010/352 от 15.02.1942 г.:
- Управление бригады [штат № 010/345]
- 1-й отд. танковый батальон [штат № 010/346]
- 2-й отд. танковый батальон [штат № 010/346]
- 3-й отд. танковый батальон [штат № 010/346]
- Мотострелково-пулеметный батальон [штат № 010/347]
- Противотанковая батарея [штат № 010/348]
- Зенитная батарея [штат № 010/349]
- Рота управления [штат № 010/350]
- Рота технического обеспечения [штат № 010/351]
- Медико-санитарный взвод [штат № 010/352]

## Подчинение
Периоды вхождения в состав Действующей армии:
- с 15.01.1942 по 31.05.1942 года.
- с 24.07.1942 по 07.02.1943 года.

| Дата            | Фронт (округ)                | Армия              | Корпус               | Дивизия | Бригада | Примечания |
| --------------- | ---------------------------- | ------------------ | -------------------- | ------- | ------- | ---------- |
| 01.11.1941 года | Закавказский фронт           | 45-я армия         |                      |         |         |            |
| 01.12.1941 года | Закавказский фронт           | 45-я армия         |                      |         |         |            |
| 01.01.1942 года | Кавказский фронт             | 45-я армия         |                      |         |         |            |
| 01.02.1942 года | Крымский фронт               | 47-я армия         |                      |         |         |            |
| 01.03.1942 года | Крымский фронт               | 47-я армия         |                      |         |         |            |
| 01.04.1942 года | Крымский фронт               | 51-я армия         |                      |         |         |            |
| 01.05.1942 года | Крымский фронт               |                    |                      |         |         |            |
| 01.06.1942 года | РВГК                         |                    |                      |         |         |            |
| 01.07.1942 года | Сталинградский военный округ |                    |                      |         |         |            |
| 01.08.1942 года | Сталинградский фронт         | 1-я танковая армия | 28-й танковый корпус |         |         |            |
| 01.09.1942 года | Юго-Восточный фронт          | 64-я армия         | 13-й танковый корпус |         |         |            |
| 01.10.1942 года | Сталинградский фронт         | 64-я армия         | 13-й танковый корпус |         |         |            |
| 01.11.1942 года | Сталинградский фронт         | 64-я армия         |                      |         |         |            |
| 01.12.1942 года | Сталинградский фронт         | 64-я армия         |                      |         |         |            |

## Командиры

### Командиры бригады
- Скорняков Константин Васильевич, майор, 00.09.1941 — 16.04.1942 года[1].
- Лебедев Виктор Васильевич, полковник, 16.04.1942 — 09.09.1942 года[2].
- Бабенко Иван Михайлович Архивная копия от 9 июля 2021 на Wayback Machine, полковник, 00.09.1942 — 07.02.1943 года[3].

### Начальники штаба бригады
- Бауков Леонид Иванович, майор, 21.10.1941 — 28.05.1942 года[4].
- Репин Николай Романович, майор, 00.05.1942 — 00.10.1942 года[5].
- Котиркин Евгений Павлович, майор, 00.12.1942 — 07.02.1942 года[6].

### Заместитель командира бригады по строевой части
- Лебедев Виктор Васильевич, полковник, 00.01.1942 — 16.04.1942 года.
- Лебеденко Пётр Павлович Архивная копия от 9 июля 2021 на Wayback Machine, полковник, 00.04.1942 — 00.05.1942 года.[7]
- Суховаров Дмитрий Гаврилович, подполковник, 15.08.1942 — 07.02.1943 года.[8]

### Начальник политотдела, заместитель командира по политической части
- Дубинов Иван Александрович, старший батальонный комиссар, с 13.11.1942 подполковник, 10.01.1942 — 07.02.1943 года.

## Боевой путь

### 1942 год
В после завершения Керченско-Феодосийской десантной операции в составе 47-й армии была переброшена на Керченский полуостров. По штатам должна была иметь 46 танков (2 батальона, в каждом по 3 роты — тяжелая в составе 5 шт KB-1, средняя — 7 шт Т-34, и легкая — 10 шт Т-60 или иных легких танков), а личный состав до 1 471 человек. Реальная укомплектованность не выяснена, однако наличие КВ-1 подтверждено.
В марте 1942 в боях около Владиславовки. 21 марта получает приказ наступать на Корпеч.
В ходе Боевых действиях на Керченском полуострове 13 марта 1942 года войска Крымского фронта вновь предприняли попытку наступления. В полосе 51-й армии 398-я и 236-я стрелковые дивизии при поддержке 39-й и 56-й танковых бригад перешли в наступление на Киет, Хан-Оба, но после откатились назад. При этом с 13 по 19 марта 1942 года 56-я танковая бригада потеряла 88 танков (56 было подбито, 26 — сгорело, 6 — подорвались на минах).
С 3 апреля 1942 года подчинена 44-й армии. С 12 мая 1942 года вновь оперативно подчинена 51-й армии. Находилась в ближнем тылу за Парчакским перешейком.
В ходе немецкого наступления 7—15 мая 1942 года (операция «Охота на дроф», в советской историографии Керченская оборонительная операция) в условиях вражеского превосходства в воздухе в бригада в первые дни контратаковала, вероятно в полосе наступления немецкой 28-й легкопехотной дивизии, которую поддерживал 190-й дивизион штурмовых орудий на StuG III, часть из которых была уже с длинноствольными 75-мм орудиями. Немецкие самоходчики отчитались о 24 подбитых советских танках . На этом же фланге после прорыва переднего края из глубины наступала немецкая 22-я танковая дивизия с дальнейшим поворотом на север. 56-я бригада лишилась основной матчасти и была эвакуирована на Таманский полуостров. С 20 мая 1942 года бригада переправилась на Таманский полуостров в город Темрюк и, передав материальную часть, вооружение и часть личного состава 47-й армии передислоцирована в город Калач в резерв Ставки ВГК на доукомплектование.